# Cybalomia haplogramma
Cybalomia haplogramma is een vlinder uit de familie van de grasmotten (Crambidae). De wetenschappelijke naam van de soort is voor het eerst gepubliceerd in 1937 door Edward Meyrick.
De soort komt voor in Irak.